# 小帕爾河
48°44′8.2″N 11°3′35.7″E / 48.735611°N 11.059917°E
小帕爾河（德語：Kleine Paar），是德國的河流，位於該國東南部，由巴伐利亞負責管轄，屬於弗里德貝格阿赫河的支流，河道全長30.8公里，流域面積175平方公里。